# Вільянуньйо-де-Вальдавія
Вільянуньйо-де-Вальдавія (ісп. Villanuño de Valdavia) — муніципалітет в Іспанії, у складі автономної спільноти Кастилія-і-Леон, у провінції Паленсія. Населення — 99 осіб (2010).
Муніципалітет розташований на відстані близько 240 км на північ від Мадрида, 55 км на північ від Паленсії.
На території муніципалітету розташовані такі населені пункти: (дані про населення за 2010 рік)
- Аренільяс-де-Нуньйо-Перес: 20 осіб
- Вільянуньйо-де-Вальдавія: 79 осіб

## Демографія
Динаміка населення (INE ):